# Nicola Porpora
Nicola Antonio Porpora (ur. 17 sierpnia 1686 w Neapolu, zm. 3 marca 1768 tamże) – włoski kompozytor operowy epoki późnego baroku i nauczyciel śpiewu, którego najsłynniejszym uczniem był Farinelli.
Porpora studiował w Conservatorio dei Poveri di Gesù Cristo w Neapolu. Zaraz po studiach napisał pierwsze opery: L’Agrippina i Flavio Anicio Olibrio. Był kapelmistrzem na dworze ks. Filipa von Hesse-Darmstadt i portugalskiego ambasadora w Rzymie, a od 1715 do 1722 w Conservatorio di S. Onofrio w Neapolu, gdzie również nauczał. W 1720 w Neapolu wystawiono serenatę Angelica do libretta Pietra Metastasia, w której po raz pierwszy wystąpił Farinelli.
Od 1733 Porpora kierował Opera of the Nobility w Londynie, od tego czasu datuje się jego dwuletnia rywalizacja z Georgiem Friedrichem Haendlem. Następnie wyjechał do Wenecji, Neapolu i w końcu do Drezna, gdzie spotkał swojego kolejnego konkurenta, Johanna Adolfa Hassego. W 1748 został kapelmistrzem w kapeli królewsko-elektorskiej, gdzie Hasse sprawował funkcję Oberkapellmeistra. Następnie przeniósł się do Wiednia, gdzie udzielał lekcji śpiewu; jego akompaniatorem był wówczas Joseph Haydn. Z Wiednia Porpora wrócił do Neapolu, gdzie został do końca życia.
Porpora jako kompozytor operowy był bardzo ceniony w swoich czasach. Prezentował tendencje charakterystyczne dla przełomu baroku i klasycyzmu. Koncentrował się na walorach głosu ludzkiego, komponując arie wypełnione elementami wirtuozowskimi i bogatą ornamentyką.

## Opery
Tytuł, rodzaj (autor libretta), miejsce premiery, miasto, teatr, rok premiery
- Agrippina – opera heroiczna (N. Giuvo), Neapol, Pallazo Reale, 1708
- Flavio Anicio Olibrio – opera heroiczna (A. Zeno i P. Pariati), Neapol, S. Bartolomeo, 1711, wers. zrew. Rzym, Alibert, 1722
- Basilio re d’oriente – opera heroiczna (? G.B. Neri), Neapol, Fiorentini, 1713
- Arianna e Teseo – opera heroiczna (P. Pariati), Wiedeń, Hoftheater, 1714
- Berenice regina d’Egitto – opera heroiczna (A. Salvi), Rzym, Capranica, 1718; wspólnie z D. Scarlattim.
- Temistocle – opera heroiczna (A. Zeno), Wiedeń, Hoftheater, 1718
- Faramondo – opera heroiczna (lib. ?), Neapol, S. Bartolomeo, 1719
- Eumene – opera heroiczna, (A. Zeno), Rzym, Alibert, 1721
- Adelaide – opera heroiczna (A. Salvi), Rzym, Alibert, 1723
- Amare per regnare – opera heroiczna (? F. Silvani), Neapol, S. Bartolomeo, 1723
- Damiro e Pitia – opera heroiczna (D. Lalli), Monachium, 1724
- Semiramide regina dell’Assiria – opera heroiczna (? F. Silvani), Neapol, S. Bartolomeo, 1724
- Griselda – opera heroiczna (? A. Zeno), ?1724
- Didone abbandonata – opera heroiczna, (P. Metastasio), Reggio nell’Emilia, Pubblico, 1725
- Siface – opera heroiczna, (P. Metastasio), Mediolan, Ducale, 1725
- La verità nell’inganno – opera heroiczna, (? F. Silvani), Mediolan, Ducale, 1726
- Meride e Selinunte – opera heroiczna, (A. Zeno), Wenecja, S. Giovanni Grisostomo, 1726
- Imeneo in Atene – opera heroiczna, (S. Stampiglia), Wenecja, S. Samuele, 1726
- Siroe re di Persia – opera heroiczna, (P. Metastasio), Rzym, Delle Dame, 1727
- Ezio – opera heroiczna, (P. Metastasio), Wenecja, S. Giovanni Grisostomo, 1728
- Ermenegildo – opera heroiczna, (lib. ?), Neapol, 1729
- Semiramide riconosciuta – opera heroiczna (P. Metastasio), Wenecja, S. Giovanni Grisostomo, 1729, wers. zrew. Neapol, S Carlo, 1739
- Mitridate – opera heroiczna, (F. Vanstryp), Rzym, Capranica 1730
- Tamerlano – opera heroiczna, (A. Piovene), Turyn, Regio 1730
- Poro – opera heroiczna, (według P. Metastasio Allessandro nell’Indie), Turyn, Regio 1731
- Annibale – opera heroiczna, (F. Vanstryp), Wenecja, S. Angelo 1731
- Germanico in Germania – opera heroiczna, (N. Coluzzi), Rzym, Capranica 1732
- Issipile – opera heroiczna, (P. Metastasio), Rzym, Rucellai, 1733
- Arianna in Nasso – opera heroiczna, (P. Rolli), Londyn, Lincoln’s Inn Fields, 1733
- Enea in Lazio – opera heroiczna, (P. Rolli), Londyn, Lincoln’s Inn Fields, 1734
- Polifemo – opera heroiczna, (P. Rolli), Londyn, King’s Theatre, 1735
- Ifigenia in Aulide – opera heroiczna, (P. Rolli), Londyn, King’s Theatre, 1735
- Mitridate – opera heroiczna, (Gavardo da Gavardo i C. Cibber), Londyn, King’s Theatre, 1736
- Lucio Papiro – opera heroiczna, (A. Salvi, zrew. G. Boldoni), Wenecja, S. Cassiano 1737
- Rosbale – opera heroiczna, (według C.N. Stampa Eumene), Wenecja, S. Giovanni Grisostomo, 1737
- Carlo il calvo – opera heroiczna, (lib ?), Rzym, Delle Dame, 1738
- Il barone di Zampano – opera komiczna, (P. Trinchera), Neapol, Nuovo, 1739
- L’amico fedele – opera komiczna, (G. di Pietro), Neapol, Fiorentini, 1739
- Il trionfo di Camilla – opera heroiczna, (S. Stampiglia), Neapol, S. Carlo, 1740
- Tiridate – opera heroiczna, (według P. Metastasio Zenobia), Neapol, S. Carlo 1740
- Partenope – opera heroiczna, (lib ?), Neapol, 1742
- La Rosmene – opera heroiczna, (lib ?), Wiedeń, 1742
- Statira – opera heroiczna, (F. Silvani), Wenecja, S. Giovanni Grisostomo, 1742
- Temistocle – opera heroiczna, (P. Metastasio), Londyn, Haymarket, 1743
- Filandro – opera heroiczna, (V. Cassani L’inconstanza schernita), Drezno, Hoftheater, 1747
- Il trionfo di Camilla – opera heroiczna, (S. Stampiglia, rew. G. Lorenzi), Neapol, S. Carlo, 1760